# 누르미얘르비

누르미얘르비의 위치

누르미얘르비(핀란드어: Nurmijärvi)는 핀란드 우시마 지역에 위치한 도시로, 면적은 367.26 km2, 인구는 42,191명(2017년 기준), 인구 밀도는 116.6명/km2이며 헬싱키에서 북쪽으로 37km 정도에 위치한다. 1605년에 행정 구역이 설치되었다. 쿠라우카라는 가장 큰 자치제 마을이다.

시 문장